# Визингер, Дарио
Дарио Визингер (хорв. Dario Vizinger; родился 6 июня 1998, Чаковец, Хорватия) — хорватский футболист, нападающий клуба «Вольфсберг», выступающий на правах аренды за клуб «Ян».

## Клубная карьера
Визингер — воспитанник клубов «Меджимурье», «Слобода Вараждин» и «Вараждин». В 2015 году Дарио подписал контракт с «Риекой». 7 мая в матче против «Осиеком» он дебютировал во чемпионате Хорватии. В начале 2017 года для получения игровой практики на правах аренды перешёл в «Хрватски Драговоляц». В матче против «Загреба» он дебютировал во Второй лиге Хорватии. 12 апреля в поединке против «Дугополье» Дарио забил свой первый гол за «Хрватски Драговоляц». Летом того же года Визингер был арендован словенским «Рударом». 16 июля в матче против «Домжале» он дебютировал в чемпионате Словении. 22 июля в поединке против «Анкарана» Дарио забил свой первый гол за «Рудар».
В начале 2018 года Визингер перешёл в «Целе». 25 февраля в матче против столичной «Олимпии» он дебютировал за новый клуб. 14 апреля в поединке против «Кршко» Дарио забил свой первый гол за «Целе». В 2020 году Визингер забил 23 гола и стал вторым бомбардиром чемпионата а также помог выиграть его.
Летом того же года Визингер подписал контракт с австрийским клубом «Вольфсберг». 13 сентября в матче против «Ред Булл Зальцбург» он дебютировал в австрийской Бундеслиге. В этом же поединке Дарио забил свой первый гол за «Вольфсберг».

## Достижения
Клубные
 «Целе»
- Победитель чемпионата Словении — 2019/2020